# Крамаренко, Дмитрий Александрович
Дмитрий Александрович Крамаренко (род. 22 июля 1979, Караганда) — казахстанский и российский хоккеист, защитник, тренер.

## Биография
Воспитанник карагандинского хоккея. Играл в Открытом чемпионате России за «Ладу-2» Тольятти (1994/95 — 1995/96), за тюменский «Рубин» (1998/99). Выступал за казахстанские клубы «Казахмыс» (2002/03 — 2004/05, 2006/07), «Иртыш» Павлодар (2005/06), «Барыс» Астана (2006/07 — 2007/08), «Сарыарка» (2008/09). Завершил карьеру в клубе высшей лиги России «Капитан» Ступино (2008/09).
Тренер в командах «Сарыарка» (2010/11, до 26 сентября), «Арыстан» (2011/12, 2013/14 — 204/15), «Кулагер» (2015/16), «Темиртау» (2016/17). В сезоне 2017/18 — старший тренер (до 12 ноября), затем — главный тренер «Сарыарки».
Главный тренер «Молота-Прикамье» (2018/19, до 22 ноября). Тренер (17 декабря 2018 — 25 августа 2019), главный тренер (до 11 октября 2019) «Ермака» Ангарск. Главный тренер клубов «Рязань» (2019/20, с 27 ноября), «Тамбов» (2020/21), «Сахалинские акулы» (2021/22), «АКМ» (2022/23, до 22 октября), «Буран» Воронеж (с 22 декабря 2022). Тренер в команде МХЛ «СКА-1946» (2023/24). 2 декабря 2024 года было объявлено, что Крамаренко возглавил молодёжную сборную Турции. 12 декабря стал главным тренером команды НМХЛ «Протон» Нововоронеж.